# Copa Yeltsin de Voleibol Feminino de 2011
A Copa Yeltsin de Voleibol Feminino de 2011 foi realizado em Yekaterinburg, Rússia entre 4 de julho e 10 de julho de 2011. Participaram do torneio 6 seleções. A Seleção da China venceu o torneio, Brasil ficou em segundo e a Rússia em terceiro.

## Seleções participantes
- China
- Ucrânia
- Brasil
- Rússia
- Polônia
- Holanda

## Finais
|  | Semifinais                        | Semifinais                        |   |                                    | Final                              | Final |  |
|  |                                   |                                   |   |                                    |                                    |       |  |
|  | 9 de julho de 2011 - Copa Yeltsin |                                   |   |                                    |                                    |       |  |
|  | Rússia                            | 2                                 |   |                                    |                                    |       |  |
|  | Brasil                            | 3                                 |   |                                    |                                    |       |  |
|  |                                   |                                   |   |                                    |                                    |       |  |
|  |                                   |                                   |   |                                    | 10 de julho de 2011 - Copa Yeltsin |       |  |
|  |                                   |                                   |   |                                    | Brasil                             | 2     |  |
|  |                                   | China                             | 3 |                                    |                                    |       |  |
|  |                                   |                                   |   |                                    |                                    |       |  |
|  |                                   |                                   |   |                                    |                                    |       |  |
|  |                                   |                                   |   |                                    | 3° lugar                           |       |  |
|  | 9 de julho de 2011 - Copa Yeltsin | 9 de julho de 2011 - Copa Yeltsin |   | 10 de julho de 2011 - Copa Yeltsin | 10 de julho de 2011 - Copa Yeltsin |       |  |
|  | China                             | 3                                 |   | Rússia                             | 3                                  |       |  |
|  | Polónia                           | 0                                 |   |                                    | Polónia                            | 2     |  |

## Classificação final
| Place   | Team          |
| ------- | ------------- |
| Gold.   | China         |
| Silver. | Brasil        |
| Bronze. | Rússia        |
| 4.      | Polónia       |
| 5.      | Países Baixos |
| 6.      | Ucrânia       |

| MVP (Most Valuable Player) | Hui Ruoqi     | China   |
| Melhor levantadora         | Joanna Wołosz | Polónia |
| Miss Copa Yeltsin          | Joanna Wołosz | Polónia |